# باراک باخار

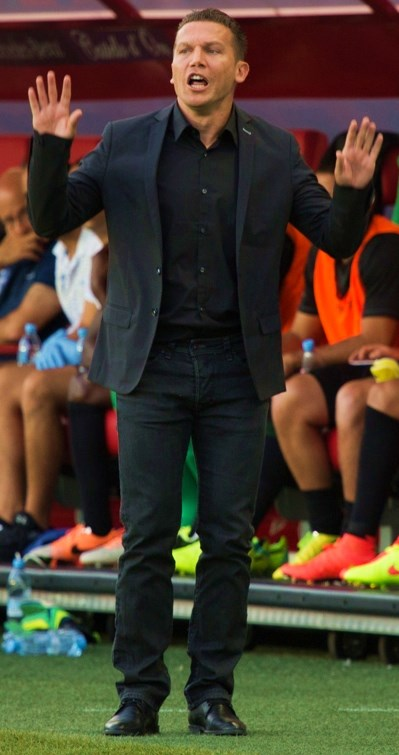
نگارهٔ باراک باخار، مربی فوتبال اهل اسراییل - ۲۰۱۴

باراک باخار (به عبری: ברק בכר؛ زادهٔ ۲۱ سپتامبر ۱۹۷۹) مدیر فوتبال اتحادیه اسرائیل و فوتبالیست سابق است. او سرمربی ستاره سرخ بلگراد است.

## زندگی شخصی
باخار در موشاو تزروفا، اسرائیل، از پدری ترک‌تبار یهودی سفاردی و یهودی میزراحی، و از مادری اسرائیلی‌تبار یهودی اشکنازی (لهستانی-یهودی) به دنیا آمد. عموی او، وزیر گردشگری اسرائیل، رهاوام «گاندی» زیوی بود که در سال ۲۰۰۱ توسط مبارزان آزادی فلسطین به قتل رسید. وی متأهل، دارای سه فرزند و ساکن شهر هولون اسرائیل است.

## فوتبال حرفه ای
باخار پس از عبور از سیستم جوانان نوه یوسف، به تیم لیگ آرتزیت، هاکوآ رامات گان منتقل شد. او پس از چهار فصل حضور در سطح دوم فوتبال اسرائیل، به هاپوئل پتاه تیکوا جهش کرد.
در سال ۲۰۰۴، باخار به تیم لیگا لئومیت، ایرونی کریات شمونا پیوست. او خود را در خط اصلی در سمت راست دفاع آنها قرار داد و به آنها کمک کرد تا به لیگ برتر اسرائیل، بالاترین سطح فوتبال اسرائیل، صعود کنند. در طول فصل ۲۰۰۷–۲۰۰۸، باخار به دلیل انباشته شدن کارت زرد، همه بازی‌های لیگ را به جز یک بازی برای کریات شمونا انجام داد.
در اکتبر ۲۰۰۸، باخار توسط مدیر تیم ملی، درور کاشتان، برای مسابقات مقدماتی جام جهانی فیفا مقابل لوکزامبورگ و لتونی دعوت شد. فراخوان او لغو شد، زیرا او هرگز خدمت خود را در ارتش اسرائیل به پایان نرساند.
باخار اشاره کرد که ارتش اسرائیل برای اینکه چرا خدمت خود را تکمیل نکرده‌است، مناسب نیست. او به یدیعوت آحارونوت اسرائیلی گفت: «آنها می‌خواستند مرا به یک واحد رزمی در سپاه زرهی بفرستند.» همچنین ورزش ۵ به این نکته اشاره کرد که باخار آمادگی لازم را نداشت و انتظار می‌رود به زودی تحت عمل جراحی قرار گیرد. این به نوبه خود باعث شرمساری اتحادیه فوتبال اسرائیل شد که آنها همه این موارد را قبل از اعلام تعداد بازیکنان دعوت شده برای مسابقات مقدماتی از دست داده بودند.

## مربیگری حرفه ای

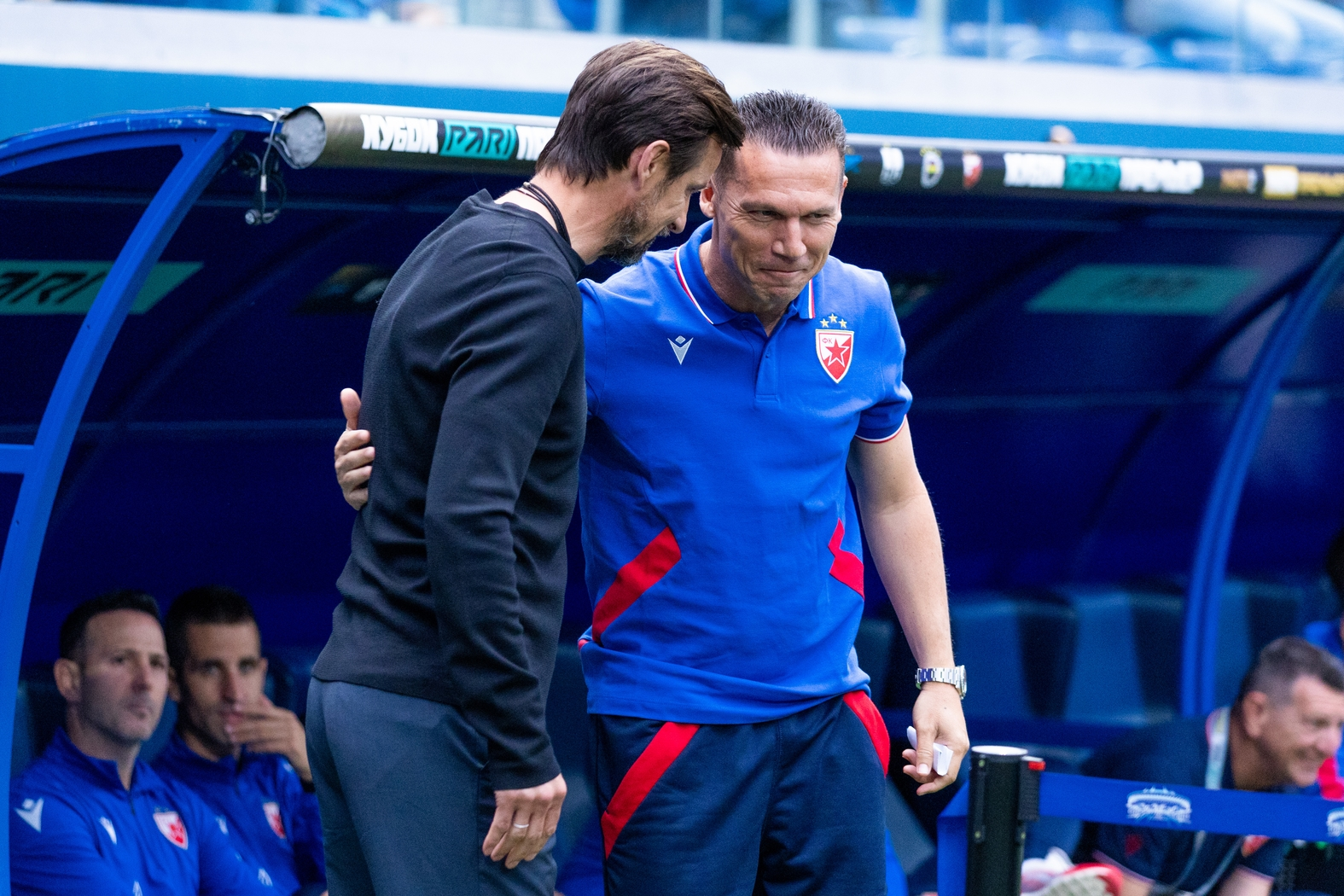
عکس هایی از زنیت و ستاره سرخ بلگراد در ورزشگاه گازپروم آرنا

در ۳ اکتبر ۲۰۱۲، باخار به عنوان مدیر Hapoel Ironi Kiryat Shmona منصوب شد. او در ۱۴ می ۲۰۱۵ قرارداد خود را پایان داد. در فصل ۱۶–۲۰۱۵، او به عنوان سرمربی هاپوئل بیر شوا منصوب شد. او پس از پیروزی ۳–۱ مقابل بنی ساچنین، توانست بیر شوا را برای اولین بار در چهل سال گذشته قهرمان لیگ اسرائیل کند. بیر شوا با قهرمانی در لیگ، برای اولین بار به لیگ قهرمانان اروپا راه یافت و از مرحله دوم مقدماتی شروع خواهد کرد. او بیر شوا را به دور سوم مقدماتی لیگ قهرمانان اروپا ۲۰۱۶–۲۰۱۷ در برد ۳–۲ در مجموع مقابل شریف تیراسپول رساند. سپس، او بیر شوا را در مرحله گروهی لیگ اروپا با برتری ۱–۰ تیم یونانی المپیاکوس در مجموع، به دورترین فاصله زمانی که تا به حال رسیده بود، تثبیت کرد. در مرحله مقدماتی پلی آف لیگ قهرمانان اروپا، بیر شوای بادکار در مجموع ۵–۴ به سلتیک باخت علیرغم پیروزی ۲–۰ در ورزشگاه ترنر. در لیگ اروپا ۲۰۱۶–۲۰۱۷، بیر شوا با کسب نتایج معروف مقابل ساوتهمپتون و اینترمیلان در مرحله یک‌هشتم نهایی لیگ اروپا در رده دوم پس از اسپارتا پراگ در گروه K قرار گرفت. باخار همچنین در ۲۸ دسامبر ۲۰۱۶ قهرمان جام توتو برای بیر شوا شد و تیم سابق خود هاپوئل ایرونی کریات شمونا را ۴–۱ شکست داد.
در سال ۲۰۲۲، باخار پس از پیروزی‌های مقدماتی مقابل المپیاکوس، آپولون لیماسول و قهرمان سابق اروپا ستاره سرخ بلگراد، برای اولین بار در سیزده سال گذشته، ماکابی حیفا را به مرحله گروهی لیگ قهرمانان اروپا رساند.
او در حال حاضر سرمربی ستاره سرخ بلگراد است.